# L'assommoir
L'assommoir è un cortometraggio del 1902 diretto da Ferdinand Zecca.